# Théâtre national de Zrenjanin
Le Théâtre national de Zrenjanin (en serbe cyrillique : Зграда Народног позоришта ; en serbe latin : Zgrada Narodnog pozorišta) est situé à Zrenjanin, dans la province de Voïvodine et dans le district du Banat central, en Serbie. Avec l'ensemble du quartier ancien de la ville, il est inscrit sur la liste des entités spatiales historico-culturelles de grande importance de la république de Serbie (identifiant no PKIC 48) et, à ce titre, sur la liste des monuments culturels de grande importance.
Le bâtiment se situe au no 7 Trg slobode (« place de la Liberté »), en plein centre ville ; il est dédié à l'acteur Toša Jovanović. Le théâtre abrite la plus ancienne salle de style baroque du pays.

## Présentation

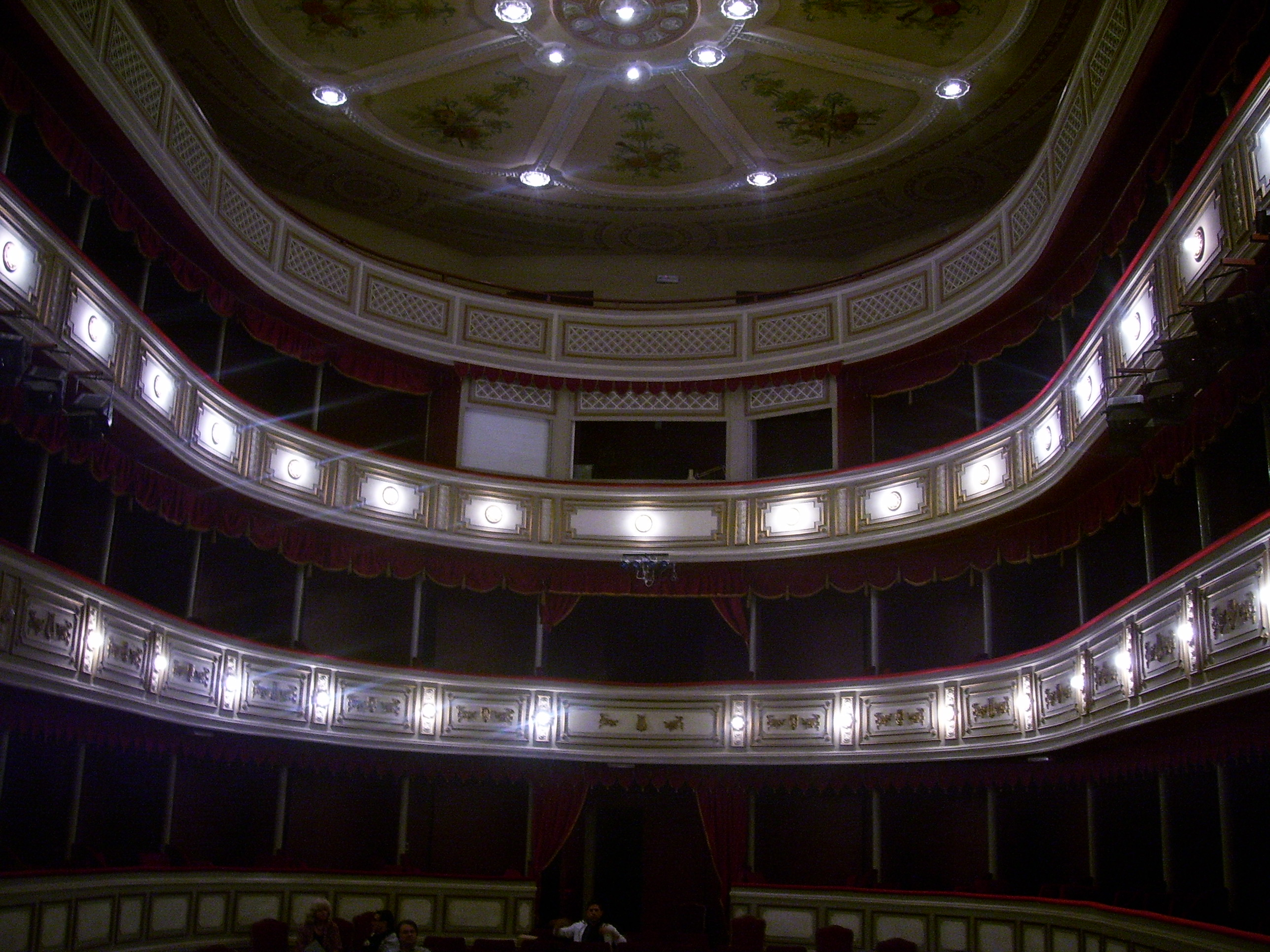
Vue de la salle baroque

La date de construction du théâtre n'est pas connue mais, selon les conjectures, elle pourrait dater de 1835. Selon certaines hypothèses, l'édifice aurait été érigé à l'emplacement d'un grenier à céréales remontant au XVIIIe siècle ; en revanche aucun document écrit ne vient étayer cette conjecture. Malgré tout, selon la légende locale, un aristocrate hongrois, Ignác Herteléndy, amoureux d'une actrice de Budapest voulait la faire venir à Veliki Bečkerek (l'ancien nom de Zrenjanin) ; elle accepta à condition qu'il eût un théâtre dans la ville ; l'aristocrate aurait alors fait transformer le grenier en théâtre pour lui complaire.
Depuis sa construction, le théâtre a été plusieurs fois rénové. Il a été reconstruit une première fois en 1884 selon un projet de l'architecte de la ville de Zrenjanin Ferencz Pelzl après que l'édifice eut été endommagé dans un incendie en 1882 ; à cette occasion, un espace pour l'orchestre a été aménagé sous la scène. Il a encore été restauré en 1923 selon un projet de l'architecte Dragiša Brašovan, qui y a fait installer un foyer avec une billetterie, un vestiaire et un buffet. L'électricité a été installée dans le bâtiment en 1927.
Par son style, le bâtiment appartient au style éclectique auquel se mêlent des éléments néo-classiques.